# Oqtay Mirqasimov
Oqtay Mirqasimov (en azerí: Oqtay Mirqasımov; Bakú, 12 de junio de 1943) es director de cine, guionista y actor de Azerbaiyán, Artista del pueblo de la República de Azerbaiyán (2000).

## Biografía
Oqtay Mirqasimov nació el 12 de junio de 1943 en Bakú. En 1963-1968 estudió en la Universidad Panrusa Guerásimov de Cinematografía en Moscú. Después de regresar a Bakú empezó a trabajar en el estudio de cine Azerbaijanfilm.
Oqtay Mirqasimov recibió el título Artista del pueblo de la República de Azerbaiyán en 2000. En 2018 se ha galardonado con la Orden Sharaf por su contribución al desarrollo de la cultura de Azerbaiyán.
El 12 de junio de 2023, de acuerdo con la orden del Presidente de Azerbaiyán, Ilham Aliyev, Oqtay Mirqasimov se ha galardonado con la Orden Istiglal por sus grandes servicios en el desarrollo de la cultura azerbaiyana.

## Filmografía
- 1965 – “El mar”
- 1969 – “Cafar Cabbarli”
- 1970 – “10 minutos sobre Bakú”
- 1975 – “Rashid Behbudov”
- 1978 – “Aniversario de Danten”
- 1978 – “Qara Qarayev-60”
- 1980 – “Quiero entender”
- 1983 – “¿Dónde está Ahmed?”
- 1988 – “Beso”
- 1990 – “Una vez”
- 1996 – “Cine de Azerbaiyán-80”
- 1998 - “Nuestra tristeza... Nuestro orgullo...”

## Premios y títulos
- Artista del pueblo de la República de Azerbaiyán (2000)
- Orden Shohrat
- Orden Sharaf (2018)[3]
- Premio Nacional de Cine (2018)[4]
- Orden Istiglal (2023)